# Strgonice
Strgonice su naseljeno mjesto u općini Konjic, Federacija Bosne i Hercegovine, BiH.
Nalazi se sjeverozapadno od Konjica.

## Stanovništvo

### 1991.
Nacionalni sastav stanovništva 1991. godine, bio je sljedeći:
ukupno: 24
- Muslimani – 13
- Hrvati – 11

### 2013.
Nacionalni sastav stanovništva 2013. godine, bio je sljedeći:
ukupno: 4
- Hrvati – 4

## Vanjske poveznice
- Satelitska snimka  Arhivirana inačica izvorne stranice od 8. ožujka 2021. (Wayback Machine)